# Evan Handler
Evan Handler (New York, 1961. január 10. –) amerikai színész.
Leginkább televíziós sorozatokból ismert. 2002 és 2004 között a Szex és New York című sorozatban alakította Harry Goldenblatt válóperes ügyvédet, Charlotte York későbbi férjét. A szerepet a Szex és New York (2008) és a Szex és New York 2. (2010) című filmekben is megismételte. 2021-től a sorozat És egyszer csak… című folytatásában is feltűnik.
További fontos tévészereplései közé tartozik a Kaliforgia (2007–2014), melyben Charlie Runkle-t, a főszereplő komikusan esetlen ügynökét és legjobb barátját játszotta. Egyéb szereplései voltak a The Astronaut Wives Club (2015), az American Crime Story (2016) és a Power (2019–2020) című műsorokban.

## Filmográfia

### Film
| Év   | Magyar cím          | Eredeti cím          | Szerep            | Magyar hang           |
| ---- | ------------------- | -------------------- | ----------------- | --------------------- |
| 1981 | Takarodó            | Taps                 | Edward West       |                       |
| 1981 | A kiválasztott      | The Chosen           | Goldberg          |                       |
| 1994 | Született gyilkosok | Natural Born Killers | David             |                       |
| 1987 |                     | Sweet Lorraine       | Bobby             |                       |
| 1996 | Váltságdíj          | Ransom               | Miles Roberts     | Háda János            |
| 1998 | Az utolsó aratás    | Harvest              | Ray Baker         |                       |
| 2008 | Szex és New York    | Sex and the City     | Harry Goldenblatt | Fekete Ernő           |
| 2010 | Szex és New York 2. | Sex and the City 2   | Harry Goldenblatt | Fekete Ernő           |
| 2011 | A családfa          | The Family Tree      | Harv Druckner     | Seszták Szabolcs      |
| 2012 |                     | Should've Been Romeo | Stewart           |                       |
| 2019 | Hazugok és tolvajok | Lying and Stealing   | Eric Maropakis    | Gubányi György István |
| 2019 |                     | Foster Boy           | Samuel Collins    |                       |

### Televízió
| Év        | Magyar cím                      | Eredeti cím                   | Szerep                       | Megjegyzések                                               |
| --------- | ------------------------------- | ----------------------------- | ---------------------------- | ---------------------------------------------------------- |
| 1985      | Miami Vice                      | Miami Vice                    | Louis Martinez               | 1 epizód                                                   |
| 1991–1992 |                                 | Sibs                          | Monty                        | 4 epizód                                                   |
| 1992      |                                 | Woops!                        | Mark Braddock                | 11 epizód                                                  |
| 1999      | Veszélyes küldetés              | New York Undercover           | Carl                         | 1 epizód                                                   |
| 1999–2001 |                                 | It's Like, You Know...        | Shrug                        | 26 epizód                                                  |
| 2000      | A három komédiás                | The Three Stooges             | Larry Fine                   | - tévéfilm - magyar hangja: - Lippai László                |
| 2000      | Esküdt ellenségek               | Law & Order                   | Eli Becker                   | 1 epizód                                                   |
| 2001      | Az elnök emberei                | The West Wing                 | Douglas Wegland              | 3 epizód                                                   |
| 2002      | Az őrangyal                     | The Guardian                  | Mitchell Lichtman            | 3 epizód                                                   |
| 2002      | John Doe – A múlt nélküli ember | John Doe                      | Max Clark                    | 1 epizód                                                   |
| 2002–2004 | Szex és New York                | Sex and the City              | Harry Goldenblatt            | Sablon:Plainist                                            |
| 2003      | Jóbarátok                       | Friends                       | A rendező                    | 1 epizód                                                   |
| 2006      | CSI: Miami helyszínelők         | CSI: Miami                    | Norman Stein                 | 1 epizód                                                   |
| 2006      | Lost – Eltűntek                 | Lost                          | Dave                         | 1 epizód                                                   |
| 2006      | A színfalak mögött              | Studio 60 on the Sunset Strip | Ricky Tahoe                  | 4 epizód                                                   |
| 2007      | Shark – Törvényszéki ragadozó   | Shark                         | Stanley Davis                | 1 epizód                                                   |
| 2007–2014 | Kaliforgia                      | Californication               | Charlie Runkle               | - főszereplő - magyar hangja: - Maday Gábor                |
| 2008      |                                 | The Ellen DeGeneres Show      | önmaga                       | 1 epizód                                                   |
| 2015      |                                 | The Astronaut Wives Club      | Duncan "Dunk" Pringle        | 10 epizód                                                  |
| 2016      | American Crime Story            | American Crime Story          | Alan Dershowitz              | 4 epizód                                                   |
| 2017      |                                 | The Breaks                    | Jonah "Juggy" Aaron          | 8 epizód                                                   |
| 2018      | Diane védelmében                | The Good Fight                | Jonathan                     | 1 epizód                                                   |
| 2019      | Fosse/Verdon                    | Fosse/Verdon                  | Hal Prince                   | - minisorozat (2 epizód) - magyar hangja: - Czvetkó Sándor |
| 2019–2020 |                                 | Power                         | Jacob Warner kerületi ügyész | 18 epizód                                                  |
| 2019      | Los Angeles legjobbjai          | L.A.'s Finest                 | Thomas Hirsch százados       | 1 epizód                                                   |
| 2019      |                                 | Daughterhood                  | Mike                         | 1 epizód                                                   |
| 2021–     | És egyszer csak…                | And Just Like That…           | Harry Goldenblatt            | Sablon:Plainist                                            |

## Fordítás
- Ez a szócikk részben vagy egészben  az   Evan Handler című angol Wikipédia-szócikk fordításán alapul.  Az eredeti cikk szerkesztőit annak laptörténete sorolja fel. Ez a jelzés csupán a megfogalmazás eredetét és a szerzői jogokat jelzi, nem szolgál a cikkben szereplő információk forrásmegjelöléseként.